# Morrison-Electricar

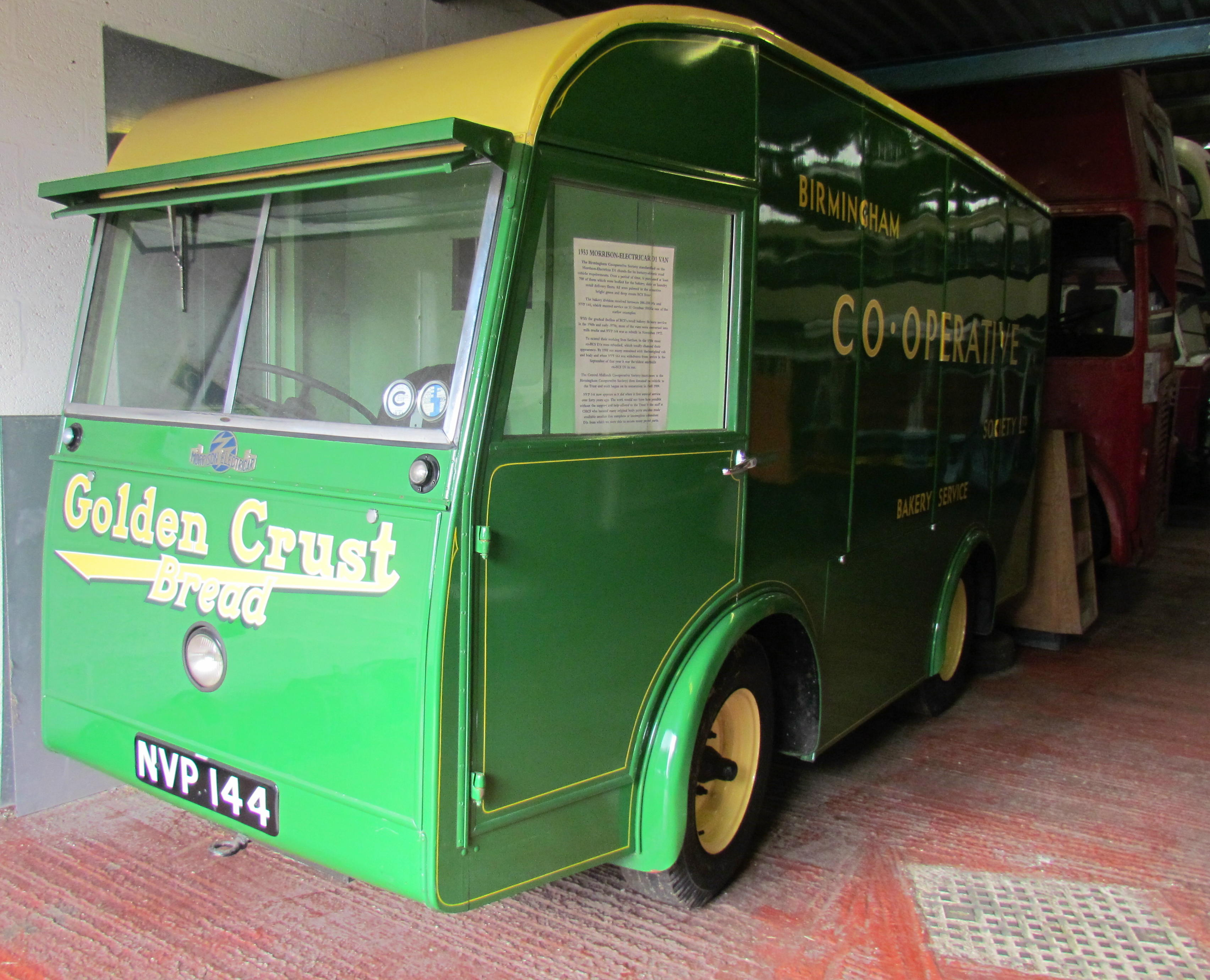
Morrison-Electricar Bread Van Golden Crust (1953)

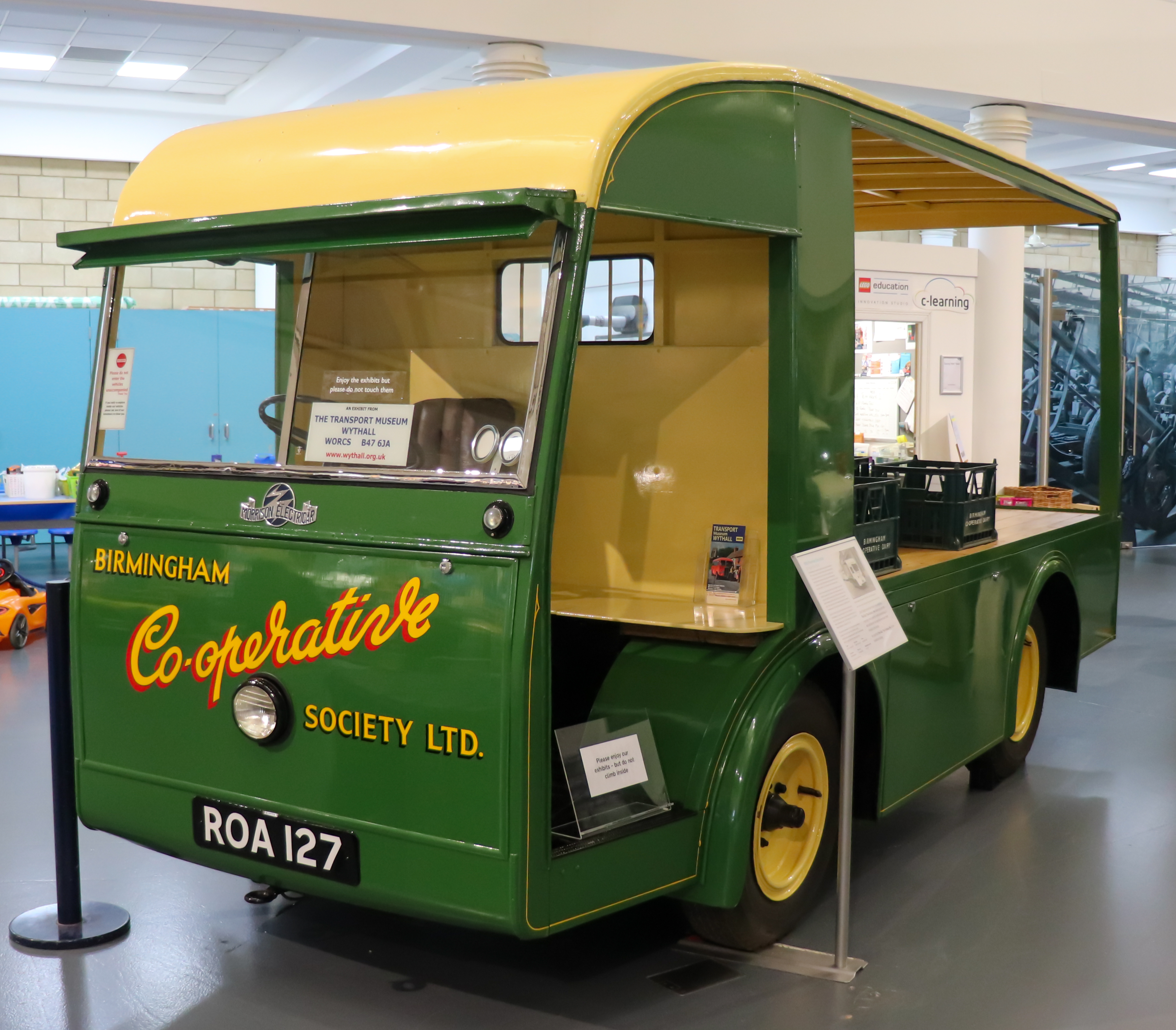
Morrison-Electricar als Milchwagen

Morrison-Electricar, vorher Morrison und Morrison-Electric, war eine Marke für Nutzfahrzeuge. Hersteller waren nacheinander verschiedene Unternehmen aus dem Vereinigten Königreich.

## Hersteller
Der erste Hersteller war A. E. Morrison & Sons aus Leicester. 1933 wurden die Fahrzeuge als Morrison vermarktet und bis 1941 als Morrison-Electric.
Nächster Hersteller war von 1941 bis 1948 A. E. Morrison & Sons in association with Crompton Parkinson, ebenfalls aus Leicester. Der Markenname lautete ab 1941 Morrison-Electricar.
Von 1948 bis 1968 stellte Austin Crompton Parkinson Electric Vehicles die Fahrzeuge her. Als Orte sind anfangs Leicester, später Birmingham und ab 1966 Tredegar in Wales genannt.
Darauf folgte von 1968 bis 1972 Crompton Leyland Electricars aus Tredegar.
Letzter Hersteller war Crompton Electricars aus Tredegar.
1983 wurde der Markenname an M & M Electric Vehicles verkauft.

## Fahrzeuge
Im Angebot standen ausschließlich Elektroautos. Viele hatten geschlossene Aufbauten, es gab aber auch Fahrzeuge mit offener Ladefläche. Ab 1934 wurden auch Dreiräder angeboten.
Für 1967 ist außerdem ein Omnibus mit 25 Sitzen überliefert.